# Jésus Martins de Assis
Jésus Martins de Assis (1935 – 5 de novembro de 2017) foi um político brasileiro. Filiado ao Movimento Democrático Brasileiro (MDB), ele foi eleito prefeito de Timóteo em 15 de novembro de 1972 e cumpriu o mandato até 14 de novembro de 1976.
Durante seu mandato se destacaram a criação do distrito de Cachoeira do Vale (antigo Cachoeirinha) e a fundação da Escola Municipal Clarindo Carlos de Miranda. Também concedeu o serviço de abastecimento de água à Companhia de Saneamento de Minas Gerais (Copasa), autorizado pela lei municipal nº 585, de 24 de novembro de 1975.